# Bernard Horsfall
Bernard Arthur Gordon Horsfall (* 20. November 1930 in Bishop’s Stortford, England; † 29. Januar 2013 in Skye, Schottland) war ein britischer Film- und Theaterschauspieler.

## Leben
Bernard Horsfall, ein Nachkomme des Berliner Bankiers Alexander Mendelssohn, wurde 1930 in Bishop’s Stortford in der Grafschaft Hertfordshire geboren. Sein Filmdebüt gab er 1957 in John Gillings Kriegsfilm Kameraden der Luft. In den 1950er, 1960er und 1970er Jahren sah man ihn dann häufig als Schauspieler in dem Genre des Kriegsdramas wie in Roy Ward Bakers Verfilmung über die Flucht eines deutschen Soldaten aus einem Kriegsgefangenenlager in Einer kam durch (1957), in John Guillermins Drama Schüsse in Batasi (1964) oder in Verstecktes Ziel von Regisseur John Hough.
Horsfall erhielt seit den 1960er Jahren immer wieder kleinere Nebenrollen in bekannten Dramen wie in Zorniges Schweigen des Regisseurs Guy Green (1960) in Ralph Thomas’ Auf der Suche nach Liebe (1971) oder in der preisgekrönten Gandhi Biografie (1982) von Regisseur Richard Attenborough. Komödien wie Basil Deardens Man in the Moon aus dem Jahre 1960 blieben dagegen die Ausnahme.
Seit 1969 setzte ihn der befreundete Regisseur Peter R. Hunt auch in mehreren seiner Filme ein, wie in der James-Bond-Verfilmung Im Geheimdienst Ihrer Majestät (1969) oder in den Abenteuerfilmen Gold (1974) und Brüll den Teufel an (1976).
Zudem sah man Horsfall häufig in namhaften britischen Fernsehserien, unter anderem in Episoden von Mit Schirm, Charme und Melone, Die 2 oder Doctor Who oder in anspruchsvollen Fernsehverfilmungen wie 1988 in der Literaturverfilmung von Arthur Conan Doyles Der Hund von Baskerville.
Horsfall starb am 29. Januar 2013 im Alter von 82 Jahren.

## Filmografie (Auswahl)
Kino
- 1957: Kameraden der Luft (High Flight)
- 1957: Einer kam durch (The One That Got Away)
- 1960: Zorniges Schweigen (The Angry Silence)
- 1964: Schüsse in Batasi (Guns at Batasi)
- 1969: James Bond 007 – Im Geheimdienst Ihrer Majestät (On Her Majesty’s Secret Service)
- 1971: Auf der Suche nach Liebe (Quest for Love)
- 1974: Gold
- 1976: Brüll den Teufel an (Shout at the Devil)
- 1978: Verstecktes Ziel (Brass Target)
- 1982: Gandhi
- 1984: Das Juwel der Krone – Ans andere Ufer (The Jewel in the Crown)
- 1995: Braveheart
- 2008: Die Jagd nach dem Stein des Schicksals (The City of the Dead)

Fernsehen
- 1965–1968: Mit Schirm, Charme und Melone (The Avengers, Serie, 3 Folgen)
- 1967: Simon Templar (Folge: The Death Game, Serie, 1 Folge)
- 1969: Department S (Serie, 2 Folgen)
- 1972: Die 2 (The Persuaders!, Serie, Folge: Der Morgen danach)
- 1973–1976: Doctor Who (Serie, 15 Folgen)
- 1982: Der Aufpasser (Minder, Serie, 1 Folge)
- 1988: Der Hund von Baskerville (The Hound of the Baskervilles, Fernsehfilm)
- 1989: The Bill (Serie, 1 Folge)
- 1991: Agatha Christie’s Poirot (Serie, 1 Folge)